# Rhinocypha selysi
Rhinocypha selysi är en trollsländeart som beskrevs av Krüger 1898. Rhinocypha selysi ingår i släktet Rhinocypha och familjen Chlorocyphidae. Inga underarter finns listade i Catalogue of Life.